# Crooner
La denominació crooner s'aplica a certs cantants masculins que interpreten un cert tipus de cançó popular clàssica, un gènere que als Estats Units es coneix com a traditional pop o pop standards. La paraula crooner és d'origen nord-americà i en anglès té connotacions semblants a la de trobador. Un crooner acostuma a posseir una veu greu i normalment es fa acompanyar per una orquestra o una big band. Originalment s'aplicava de forma pejorativa, fet que va suposar que molts cantants considerats com a tals reneguessin del terme. Aquest va ser el cas de Frank Sinatra, que va declarar que no creia que ell o Bing Crosby fossin crooners.

## Evolució

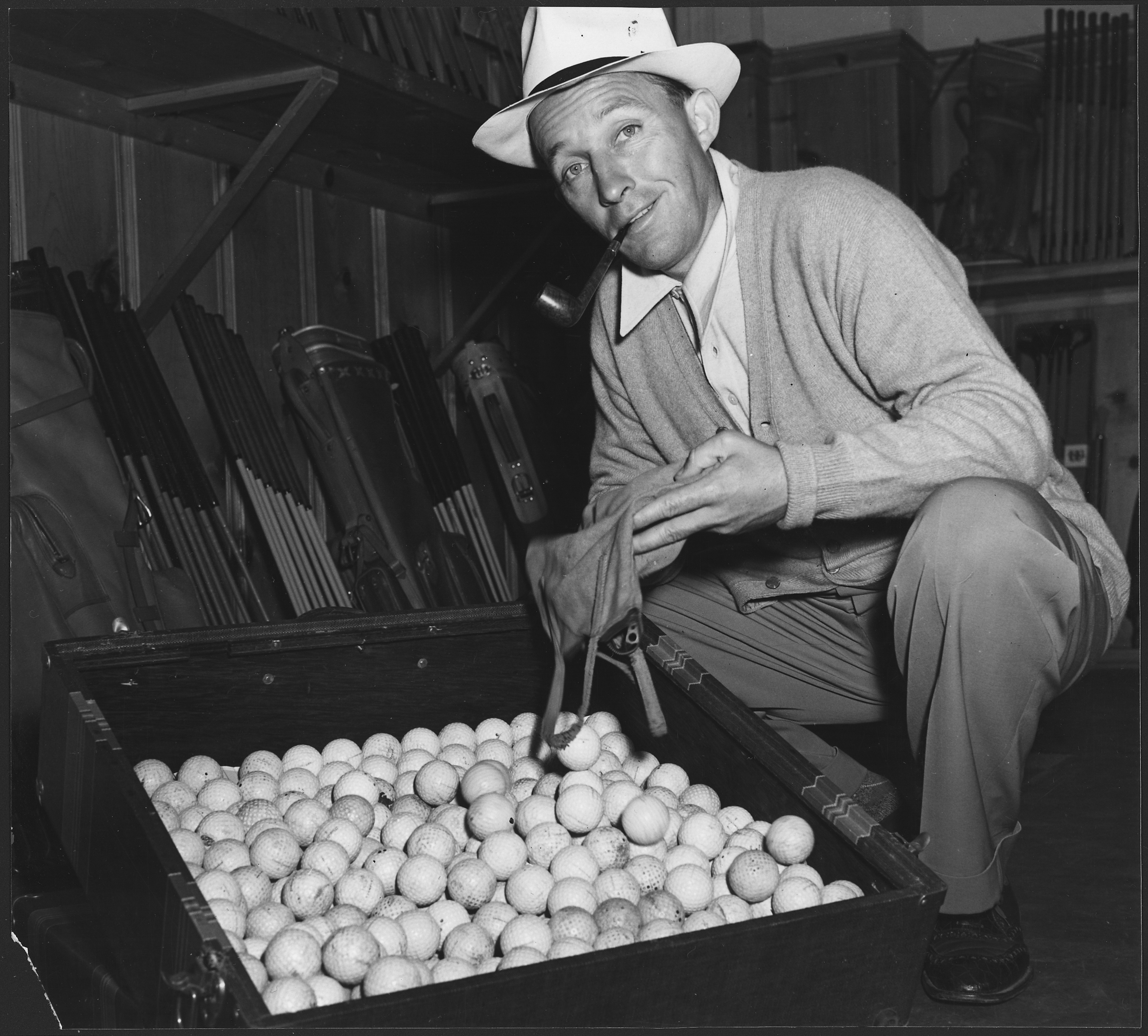
Bing Crosby.

El crooning té les seves arrels en el Bel canto de l'òpera italiana i en els intèrprets vocals de Jazz. Alguns crooners, com Frank Sinatra, Bing Crosby o Dean Martin també van incorporar altres gèneres en la seva música, com el Blues o el Dixieland. Es va convertir en la música vocal més popular als Estats Units des dels anys 1920 fins a començaments dels anys 1960, coincidint amb els inicis de la ràdio i els enregistraments musicals. Una prova d'aquest èxit era el xou radiofònic Kraft Music Hall, conduït per Bing Crosby i emès entre 1935 i 1946, el qual era seguit cada setmana per 50 milions de persones.

## Decadència
Després de 1954 la música popular als Estats Units va estar dominada per altres gèneres, especialment el rock and roll, mentre la música d'altres cantants moderns com Perry Como o Matt Monro era qualificada com a easy-listening. Alguns crooners van seguir mantenint la seva popularitat entre els seguidors del pop més tradicional, com en el cas de Tony Bennett, Tom Jones o Engelbert Humperdinck o John Crooner Jr.

## Croonersclàssics i actuals
Entre els crooners clàssics es poden destacar, a més dels esmentats anteriorment, Nat King Cole, Andy Williams, Paul Anka, Sammy Davis Jr., Neil Sedaka, Bobby Darin o Del Shannon.
En l'actualitat es poden considerar crooners cantants com Sam Smith, Nick Cave, Robbie Williams, Rod Stewart, Al Martino, Harry Connick Jr., David Bowie, Jens Lekman, Jean Sablon, Roger Cicero, Jamie Cullum o Michael Bublé.

## Influència
Altres artistes de pop han estat influïts pels crooners clàssics i sovint han estat vinculats a ells, com Scott Walker, Serge Gainsbourg o Lee Hazlewood.
La tradició de cantants que han estat considerats en alguna ocasió crooners al món del rock es va consolidar especialment amb cantautors com Leonard Cohen i, una mica més endavant, amb Tom Waits i Nick Cave. Tots aquests artistes van unir la idea de crooner a un concepte artístic molt més iconoclasta.
Més recentment, altres cantants, especialment en el pop alternatiu, també han rebut una gran influència dels crooners. És el cas de Mark Lanegan de Screaming Trees, Chris Isaak, Jarvis Cocker de Pulp, Adam Green de Moldy Peaches, Neil Hannon de The Divine Comedy, Stuart Staples de Tindersticks, Richard Hawley, Jay-Jay Johanson, Mario Biondi, Matteo Brancaleoni.